# Бриндіна Віра Іванівна
Віра Іванівна Бриндіна (нар. 25 квітня 1979, с. Пічеполонга Атюр'євського району) — мокшанська письменниця. Член Спілки письменників Росії.

## Біографічні відомості
Віра Бриндіна народилась 25 квітня 1979 року в селі Пічеполонга Атюр'євського району Мордовії. 
Закінчила Мордовський державний університет імені М.П. Огарьова за спеціальністю журналістика.
Працювала у газеті «Мокшанська правда». Автор книг «Пештень товнеть» (2010), «Кизэнь пиземне» (2017).
Співпрацювала з дитячим журналом «Якстерь тяштеня» («Червона зірочка»), публікувалась також у газеті «Мокша».
Лауреат літературної премії Глави Республіки Мордовія для молодих авторів.
Проживає у Саранську.